# Witchhammer (brasilianische Band)
Witchhammer ist eine brasilianische Thrash-Metal-Band aus Belo Horizonte, die im Jahr 1986 gegründet wurde, sich etwa 1992 auflöste und ca. 2006 wieder zusammenfand. Sie zählt neben Vulcano, Overdose und Sepultura zu den ersten brasilianischen Thrash-Metal-Bands.

## Geschichte
Die Band wurde im Jahr 1986 gegründet. Im November 1987 nahm die Gruppe das Demo Weekend in Auschwitz auf. Außerdem war die Band auf der Kompilation Warfare Noise II im Jahr 1988 enthalten. Das Debütalbum The First and the Last erschien im selben Jahr über Cogumelo Records. Das zweite Album Mirror, My Mirror folgte im Jahr 1990, dem sich 1992 das Album Blood on the Rocks anschloss, bevor sich die Gruppe wieder auflöste. Circa 2006 fand die Band wieder zusammen und veröffentlichte das Album Ode to Death.

## Stil
Die Band spielte anfangs typisch brasilianischen Thrash Metal, den Neil von The Metal Observer als „rohe, schmutzige Musik“ beschreibt; das Debütalbum The First and the Last beginnt mit der Blues-/Jazz-Komposition Medicine Blues, die eigentlichen Lieder jedoch entsprechen typischem Thrash Metal mit nur wenigen Hinweisen auf ihre späteren experimentellen Ideen. Mirror, My Mirror wiederum beginnt „wie eine brasilianische Version von Nightwish“ mit weiblichen Operngesang; die Thrash-Metal-Stücke sind hier origineller und abwechslungsreicher als auf dem Debüt und weniger hardcore-lastig, dafür enthält das Album zwei blues-rock-lastige Titel. Blood on the Rocks folgt größtenteils dem Stil des Vorgängers.
Auf Ode to Death wurde der Klang klarer und teilweise moderner, wobei „das Songwriting noch immer im Thrash Metal vergangener Zeiten verwurzelt ist“. Der Gesang von Casito ist bei Metaphysics besonders abwechslungsreich mit „Stückchen von thrashigen Screams, Growls und sogar einige Screeches kombinieren – beinahe ein unheiliger Mix aus Mark Osegueda, David Vincent und Mille Petrozza“, während Darthirium, Machine of War und Remains the Same (Darthirium III) „alle zumeist einheitlich sanft“ sind, „aber zum Glück für den Zuhörer sind die letzten wenigen Songs mehr, als nur den Mangel an Qualität wieder gut zu machen. ‚Witchery‘ ist reine Thrash Nummer, die einige großartige Solo-Verbindlichkeiten von Rogerinho und Paulo Caetano beinhaltet, während das hymnische, aber doch brutale ‚Headbangers Unite‘ zu jeder Stelle so zündend ist, wie ihr es nur erwartet.“

## Diskografie
- Weekend in Auschwitz (Demo, 1987, Eigenveröffentlichung)
- Mutilated Army (Demo, 1987, Eigenveröffentlichung)
- The First and the Last (Album, 1988, Cogumelo Records)
- Mirror, My Mirror (Album, 1990, Cogumelo Records)
- Blood on the Rocks (Album, 1992, Cogumelo Records)
- Ode to Death (Album, 2006, Cogumelo Records)